# بو رولاند
بو رولاند (بالإنجليزية: Bo Rowland)‏ هو لاعب كرة قدم أمريكية أمريكي، ولد في 20 مارس 1903 في أركدلفيا في الولايات المتحدة، وتوفي في 23 سبتمبر 1964 في ليتل روك في الولايات المتحدة.

## وصلات خارجية
- بو رولاند على موقع كلية كرة السلة في سبورتس رفرنس.كوم (الإنجليزية)